# K2r (marque)

K2r est une marque fondée dans les années 1950. Elle regroupe des produits d'entretien, notamment un détachant qui porte le nom de la marque.

## Historique
La marque a été créée dès la fin des années 1950 bien qu'en 2016, son site web indique l'année 1963.
K2r a appartenu à LaSCAD, filiale de l'Oréal, puis au groupe allemand Hedoga, avant d'intégrer, en 2012, Eau écarlate, filiale française de Spotless Group (appartenant au fonds d'investissement BC Partners entre 2010 et 2014,, et revendu à Henkel en 2014).

## Produit phare: le détachant
La marque est principalement connue pour le produit qu'elle commercialise depuis sa création : le détachant K2r, qualifié par le site web L'Internaute de « best-seller […] sans conteste le plus efficace ».